# Eugène de Bryas
Pour les autres membres de la famille, voir Famille de Bryas.
Eugène, marquis de Bryas, né le 21 juillet 1813 à Tournai et mort le 13 décembre 1858 à Tours, fut député de l'Indre.

## Biographie
Eugène de Bryas est le fils du marquis Charles de Bryas et petit-fils de Paul-Marie-Arnaud de Lavie. Marié avec Catherine Odélie Robin de La Cotardière, il est l'arrière grand-père de René de La Croix de Castries.
Polytechnicien, propriétaire à Tours et conseiller général de l'Indre depuis 1848, il fut élu, le 29 février 1852, député de la 1re circonscription de l'Indre, par 24,058 voix sur 24,953 votants, contre 351 à M. de Barbançois. La même année, il obtient l'ouverture d'une manufacture des Tabacs à Châteauroux.
Le gouvernement avait appuyé sa candidature, il prit part au rétablissement de l'Empire, vota avec la majorité dynastique, et fut réélu le 22 juin 1857 par 20,098 voix 25,529 votants.
Il s'occupa d'agriculture comme son père, Charles de Bryas, et fut président de la Société d'agriculture de l'Indre en 1857.
Un boulevard de la ville de Châteauroux porte son nom.